# Miguel Payá y Rico

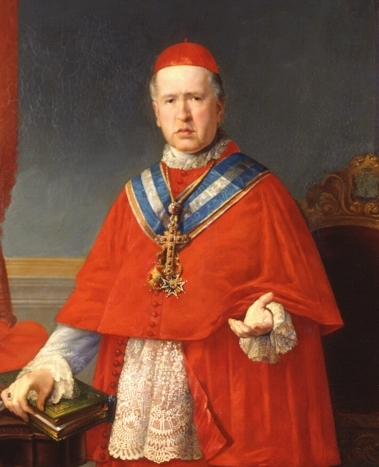
Miguel Payá y Rico

Miguel Payá y Rico (* 20. Dezember 1811 in Beneixama; † 25. Dezember 1891 in Toledo) war ein spanischer Kardinal.

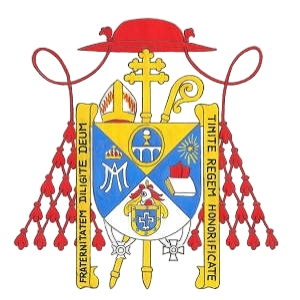
Wappen

## Leben
Miguel Payá y Rico wurde 1811 in Beneixama geboren. Er studierte Philosophie und Theologie an der Universität Valencia. Am 24. September 1836 wurde er zum Priester für das Erzbistum Valencia geweiht. Im Jahr 1844 war er zugleich Professor an der Universität und am Priesterseminar von Valencia. 
Am 25. Juni 1858 ernannte Papst Pius IX. ihn zum Bischof von Cuenca in Spanien. Pablo García Abella CO, Erzbischof von Valencia, weihte ihn am 12. September 1858 in der Kathedrale von Valencia zum Bischof. Mitkonsekratoren waren José Domingo Costa y Borrás, Erzbischof von Tarragona, und Mauel López Santisteban, Altbischof von Ávila. Am Ersten Vatikanischen Konzil nahm er als Konzilsvater teil. Ab 1871 war er Mitglied des Senats.
Durch Dekret der republikanischen Regierung von Castelar vom 19. Dezember 1873 wurde er zum Erzbischof ernannt. Am 16. Januar 1874 ernannte der Papst ihn zum Erzbischof von Santiago de Compostela. Während seines Pontifikats wurden die sterblichen Überreste des Apostels Santiago „wiederentdeckt“, die im 16. Jahrhundert aus Angst vor den Einfällen des Piraten Francis Drake an der galizischen Küste versteckt worden waren. Heute gilt er als treibende Kraft hinter dem Jakobsweg. 
Am 12. März 1877 erhob der Papst ihn zum Kardinal und wies ihn am 25. Juni 1877 die Titelkirche Santi Quirico e Giulitta zu. Er nahm am Konklave 1878 teil. Am 7. Juni 1886 ernannte Papst Leo XIII. ihn zum Erzbischof von Toledo, Primas von Spanien, Militärvikar von Spanien und Patriarch von Westindien. Im selben Jahr taufte er König Alfons XIII. Er regierte diese Erzdiözese bis zu seinem Tod im Alter von 80 Jahren in Toledo am 24. Dezember 1891. Seine sterblichen Überreste ruhen in der Kathedrale von Toledo. 